# San Diego del Palmar
San Diego del Palmar är en ort i Mexiko.   Den ligger i kommunen Chichiquila och delstaten Puebla, i den sydöstra delen av landet, 220 km öster om huvudstaden Mexico City. San Diego del Palmar ligger 1 879 meter över havet och antalet invånare är 298.
Terrängen runt San Diego del Palmar är kuperad åt sydost, men åt nordväst är den bergig. Terrängen runt San Diego del Palmar sluttar österut. Runt San Diego del Palmar är det ganska glesbefolkat, med 36 invånare per kvadratkilometer. Närmaste större samhälle är Huatusco de Chicuellar, 12,6 km sydost om San Diego del Palmar. I omgivningarna runt San Diego del Palmar växer huvudsakligen savannskog.